# Saint-Christophe-sur-Dolaison
Saint-Christophe-sur-Dolaison település Franciaországban, Haute-Loire megyében. Lakosainak száma 937 fő (2022. január 1.). Saint-Christophe-sur-Dolaison Bains, Cayres, Ceyssac, Cussac-sur-Loire, Le Puy-en-Velay, Séneujols, Solignac-sur-Loire és Vals-près-le-Puy községekkel határos.

## Népesség
A település népessége az elmúlt években az alábbi módon változott:
| Lakosok száma | 562  | 834  | 919  | 935  | 960  | 952  | 953  | 953  | 948  | 937  |
|               | 1968 | 1982 | 1990 | 2006 | 2013 | 2015 | 2017 | 2019 | 2020 | 2022 |